# Exocentrus bauhiniae
Exocentrus bauhiniae là một loài bọ cánh cứng trong họ Cerambycidae.